# Döden klär henne
Döden klär henne (originaltitel: Death Becomes Her) är en amerikansk film från 1992 i regi av Robert Zemeckis.

## Handling
Madeleine Ashton är en fåfäng skådespelerska vars karriär har sett sina bästa dagar. Hennes barndomsvän och ärkefiende Helen är en författare och förlovad med stilige Dr. Ernest Menville. Efter att ha blivit presenterad för Dr. Ernest ser Madeleine en chans att förstöra för Helen genom att stjäla ännu en man från henne, så Madeleine och Ernest gifter sig.
Med åren avtar Madeleines skönhet och äktenskapet med Ernest är allt annat än lyckligt, och efter att hennes unge älskare inte längre vill ha henne gör hon ett desperat försök att bli yngre genom att besöka den mystiska kvinnan Lisle von Rhoman som ger henne en magisk dryck som kommer förändra hennes liv för alltid. Vad hon inte anar är att Helen har tagit samma dryck och gör vad som helst för att få tillbaka sin Ernest och hämnas en gång för alla på Madeleine.

## Rollista (i urval)
- Meryl Streep - Madeline Ashton
- Bruce Willis - Dr. Ernest Menville
- Goldie Hawn - Helen Sharp
- Isabella Rossellini - Lisle von Rhoman
- Ian Ogilvy - Chagall
- Adam Storke - Dakota Williams
- Nancy Fish - Rose
- Alaina Reed Hall - psykolog
- Michelle Johnson - Anna Jones
- Mary Ellen Trainor - Vivian Adams
- William Frankfather - Mr. Roy Franklin
- John Ingle - Eulogist
- Debra Jo Rupp - patient
- Fabio - Lisles livvakt
- Paulo Tocha - hyresvärd
- Sydney Pollack - akutmottagningsläkare (ej krediterad)

## Om filmen
- Döden klär henne är världens första film som använder dataanimerad hud.[1]